# هانا مانغان لورينس
هانا مانغان لورينس (بالإنجليزية: Hanna Mangan-Lawrence)‏ وهي ممثلة أسترالية بريطانية الجنسية ولدت في يوم 5 مارس 1991 في مدينة لندن عاصمة المملكة المتحدة، مثلت في مسلسل Bed of Roses وفي 2008 رشحت لنيل جائزة لوجي، كما مثلت في مسلسل الدراما الملحمي سبارتاكوس في 2012.

## روابط خارجية
- هانا مانغان لورينس على موقع IMDb (الإنجليزية)
- هانا مانغان لورينس على موقع ألو سيني (الفرنسية)
- هانا مانغان لورينس على موقع قاعدة بيانات الفيلم (الإنجليزية)